# Начученко, Сергей Фёдорович
Сергей Фёдорович Начученко — советский хозяйственный и политический деятель.

## Биография
Родился в 1910 году в Ковно. Член КПСС.
Окончил Московский институт инженеров железнодорожного транспорта.
В 1929—1939 гг. — дежурный по станции, инженер, заместитель начальника станции Люблино Московской железной дороги.
В 1939—1951 гг. — заместитель начальника, начальник службы движения, первый заместитель начальника Московско-Рязанской железной дороги.
В 1951—1959 гг. — первый заместитель начальника Главного управления движения МПС СССР.
В 1959—1972 гг. — начальник Главного управления движения Министерства — заместитель министра путей сообщения СССР.
В 1972—1977 гг. — на ответственной работе в международной транспортной организации ОСЖД.
Умер в 1986 году в Москве.

## Награды
- Орден Ленина
- Орден Отечественной войны II степени
- Орден Трудового Красного Знамени (трижды)
- Орден Знак Почёта